# 岡崎市立矢作中学校

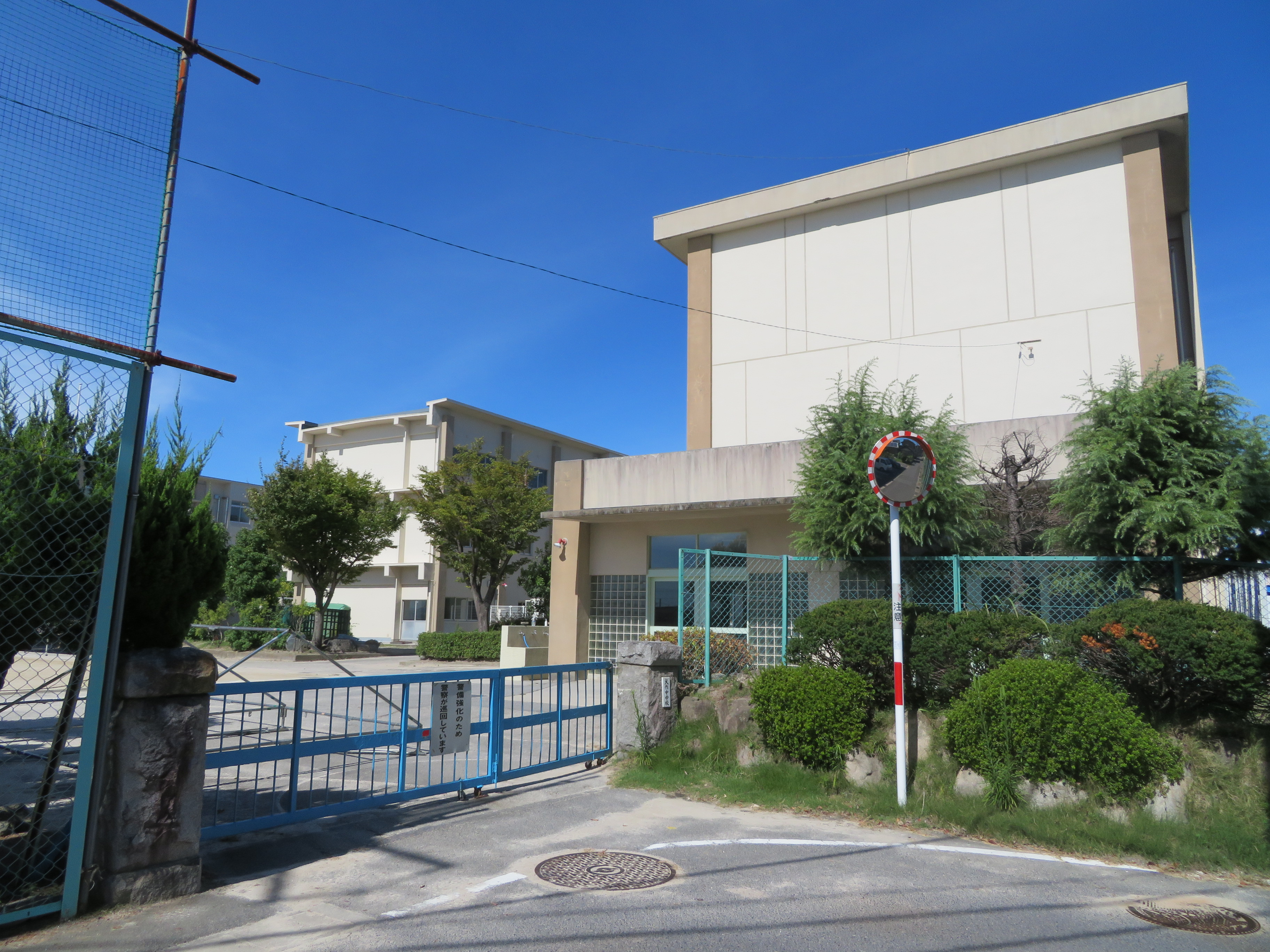
校門の一つ

岡崎市立矢作中学校（おかざきしりつ やはぎちゅうがっこう）は、愛知県岡崎市暮戸町にある公立中学校。

## 概要
1892年（明治25年）12月1日に創立した。
| 調査日       | 生徒数 | 通常学級 | 特別支援学級 | 出典  |
| ------------ | ------ | -------- | ------------ | ----- |
| 2013年4月8日 | 820人  | 23       | 3            | [ 1 ] |
| 2019年5月1日 | 686人  | 19       | 4            | [ 2 ] |
| 2020年5月1日 | 696人  | 20       | 4            | [ 3 ] |
| 2021年5月1日 | 674人  | 19       | 5            | [ 4 ] |
| 2022年5月1日 | 717人  | 20       | 4            | [ 5 ] |

## 学区
| 小学校名              | 町名 |
| --------------------- | --- |
| 矢作西小学校 （全域） | 宇頭町、西本郷町、宇頭南町、宇頭北町、宇頭東町 |
| 矢作南小学校 （全域） | 東本郷町、筒針町、東牧内町、上佐々木町、下佐々木町、昭和町、大和町、新堀町、富永町、島坂町、渡町（字大榎1番地～19番地7を除く。） |
| 矢作東小学校 （一部） | 矢作町字赤池、矢作町字毛呂、矢作町字新田、矢作町字末広、矢作町字小河原のうち国道1号線以南で主要地方岡崎・半田線以西の区域並びに字池田、字神居及び字堂佛のうち通称矢作5区の区域、北本郷町、暮戸町、東大友町字並木側、渡町（字大榎1番地～19番地7を除く。） |

## 沿革
- 1892年（明治25年） - 本郷村外十ヶ町村組合立江西高等小学校が創立。
- 1947年（昭和22年）4月1日 - 学校教育法が施行され、矢作町立矢作中学校と改称。
- 1955年（昭和30年）4月1日 - 岡崎市に合併され、岡崎市立矢作中学校と改称。
- 1981年（昭和56年）
  - 3月24日 - 過大化解消のため新設された矢作北中学校開校に伴うお別れ式が開催。
  - 4月1日 - 矢作北中学校が開校。
- 2000年（平成12年） - 日本管楽合奏コンテスト全国大会で優秀賞。
- 2005年（平成17年） - 日本管楽合奏コンテスト全国大会で優秀賞。
- 2010年（平成22年） - 全国中学校バレーボール選手権大会（男子）で第3位。
- 2014年（平成26年） - 岡崎市民駅伝競走大会で女子優勝。
- 2014年（平成26年） - 愛知県中学校駅伝大会で男子優勝。
- 2016年（平成28年） - 岡崎市民駅伝競走大会で男子優勝。
- 2020年（令和2年）4月1日 - 「F組」と呼ばれる校内フリースクールが矢作中学校、甲山中学校、福岡中学校の3校に設置される。制度導入は県内では初めて[6][7][8]。

## 交通アクセス
- 名古屋鉄道名古屋本線 宇頭駅または矢作橋駅より1.4km、両駅のほぼ中間に所在する。

## 著名な出身者
- 太田一夫（元衆議院議員）[9]
- 杉浦正健（元衆議院議員）
- 本多光太郎（物理学者）
- 石田茂作（仏教考古学者）
- 岩槻信治（農業技師）
- 図師光博（俳優）
- 岡村孝子（シンガーソングライター、あみんのメンバー）[10][11]
- 新実智光（オウム真理教元幹部）
- 石川祐希（バレーボール選手）[12]
- 中根聡太（バレーボール選手）[12]